# سكوفورودينو
سكوفورودينو (الروسية: Сковородино) هي إحدى مدن روسيا في الكيان الفدرالي الروسي أمور أوبلاست.

## المناخ
يظهر الجدول التالي التغييرات المناخية على مدار السنة لسكوفورودينو:
| البيانات المناخية لـسكوفورودينو   | البيانات المناخية لـسكوفورودينو | البيانات المناخية لـسكوفورودينو | البيانات المناخية لـسكوفورودينو | البيانات المناخية لـسكوفورودينو | البيانات المناخية لـسكوفورودينو | البيانات المناخية لـسكوفورودينو | البيانات المناخية لـسكوفورودينو | البيانات المناخية لـسكوفورودينو | البيانات المناخية لـسكوفورودينو | البيانات المناخية لـسكوفورودينو | البيانات المناخية لـسكوفورودينو | البيانات المناخية لـسكوفورودينو | البيانات المناخية لـسكوفورودينو |
| الشهر                             | يناير                           | فبراير                          | مارس                            | أبريل                           | مايو                            | يونيو                           | يوليو                           | أغسطس                           | سبتمبر                          | أكتوبر                          | نوفمبر                          | ديسمبر                          | المعدل السنوي                   |
| --------------------------------- | ------------------------------- | ------------------------------- | ------------------------------- | ------------------------------- | ------------------------------- | ------------------------------- | ------------------------------- | ------------------------------- | ------------------------------- | ------------------------------- | ------------------------------- | ------------------------------- | ------------------------------- |
| الدرجة القصوى °م (°ف)             | −5.8 (21.6)                     | 2.1 (35.8)                      | 15.4 (59.7)                     | 23.4 (74.1)                     | 32.3 (90.1)                     | 34.5 (94.1)                     | 36.8 (98.2)                     | 40.2 (104.4)                    | 28.6 (83.5)                     | 21.4 (70.5)                     | 7.5 (45.5)                      | −1.9 (28.6)                     | 40.2 (104.4)                    |
| متوسط درجة الحرارة الكبرى °م (°ف) | −20.4 (−4.7)                    | −13.7 (7.3)                     | −4.7 (23.5)                     | 5.6 (42.1)                      | 15.4 (59.7)                     | 22.5 (72.5)                     | 25.3 (77.5)                     | 22.2 (72.0)                     | 15.3 (59.5)                     | 4.1 (39.4)                      | −11.1 (12.0)                    | −20.7 (−5.3)                    | 3.3 (38.0)                      |
| المتوسط اليومي °م (°ف)            | −28.3 (−18.9)                   | −23.3 (−9.9)                    | −14 (7)                         | −1.4 (29.5)                     | 8.0 (46.4)                      | 15.0 (59.0)                     | 18.1 (64.6)                     | 14.9 (58.8)                     | 7.3 (45.1)                      | −3.7 (25.3)                     | −18.7 (−1.7)                    | −27.4 (−17.3)                   | −4.5 (24.0)                     |
| متوسط درجة الحرارة الصغرى °م (°ف) | −35.4 (−31.7)                   | −32.3 (−26.1)                   | −23.5 (−10.3)                   | −9 (16)                         | −0.5 (31.1)                     | 6.2 (43.2)                      | 10.5 (50.9)                     | 7.9 (46.2)                      | 0.4 (32.7)                      | −10.5 (13.1)                    | −25.6 (−14.1)                   | −33.7 (−28.7)                   | −12.1 (10.2)                    |
| أدنى درجة حرارة °م (°ف)           | −52 (−62)                       | −52.4 (−62.3)                   | −45.2 (−49.4)                   | −32.9 (−27.2)                   | −14.4 (6.1)                     | −6.1 (21.0)                     | −3.5 (25.7)                     | −4.8 (23.4)                     | −13.9 (7.0)                     | −33.9 (−29.0)                   | −47 (−53)                       | −50.7 (−59.3)                   | −52.4 (−62.3)                   |
| الهطول مم (إنش)                   | 3.7 (0.15)                      | 3.4 (0.13)                      | 6.5 (0.26)                      | 18.3 (0.72)                     | 37.8 (1.49)                     | 83.4 (3.28)                     | 104.8 (4.13)                    | 98.0 (3.86)                     | 54.9 (2.16)                     | 16.1 (0.63)                     | 10.5 (0.41)                     | 5.6 (0.22)                      | 443 (17.44)                     |
| ساعات سطوع الشمس الشهرية          | 130.2                           | 182.0                           | 241.8                           | 232.5                           | 251.1                           | 261.0                           | 254.2                           | 229.4                           | 195.0                           | 186.0                           | 126.0                           | 96.1                            | 2٬385٫3                         |
| المصدر #1: Thermo-Karelia         |                                 |                                 |                                 |                                 |                                 |                                 |                                 |                                 |                                 |                                 |                                 |                                 |                                 |
| المصدر #2: World Climate          |                                 |                                 |                                 |                                 |                                 |                                 |                                 |                                 |                                 |                                 |                                 |                                 |                                 |